# چاکالیک (سیریک)
چاکالیک (ترکی استانبولی: Çakallık) یک محله در ترکیه است که در ناحیهٔ سریک، آنتالیا واقع شده است. جمعیت این محله تا سال ۲۰۲۲ برابر با ۱۷۷۴ نفر بوده است.